# Mybi
Mybi é um cartão inteligente sul coreano subsidiaria do Lotte Group.

## História
Foi estabelecida em 2000, para a região metropolitana de Busan